# Santa Anna
Santa Anna város az USA Texas államában, Coleman megyében. Lakosainak száma 1014 fő (2020. április 1.).

## Népesség
A település népességének változása:

| 2010 | 1 099 |
| 2020 | 1 014 |